# Fjällfläta
Fjällfläta (Hypnum hamulosum) är en bladmossart som beskrevs av W. P. Schimper in B.S.G. 1854. Fjällfläta ingår i släktet flätmossor, och familjen Hypnaceae. Enligt den finländska rödlistan är arten sårbar i Finland. Arten är reproducerande i Sverige. Artens livsmiljö är kalkstensklippor och kalkbrott. Inga underarter finns listade i Catalogue of Life.